# Wiltruda Maria Wittelsbach
Wiltruda Maria Wittelsbach (ur. 10 listopada 1884 w Monachium, zm. 28 marca 1975 w Oberstdorfie) – księżniczka bawarska, księżniczka Urach.

## Życiorys
Córka ostatniego króla Bawarii Ludwika III i arcyksiężnej Marii Teresy Habsburg-Este. Jej starszym bratem był Rupprecht, pretendent do tronu Bawarii, Anglii i Szkocji.
26 listopada 1924 roku wyszła za księcia Wilhelma von Urach. Nie mieli dzieci, a Wiltruda już w 1928 roku została wdową.